# Коронація монарха Угорщини

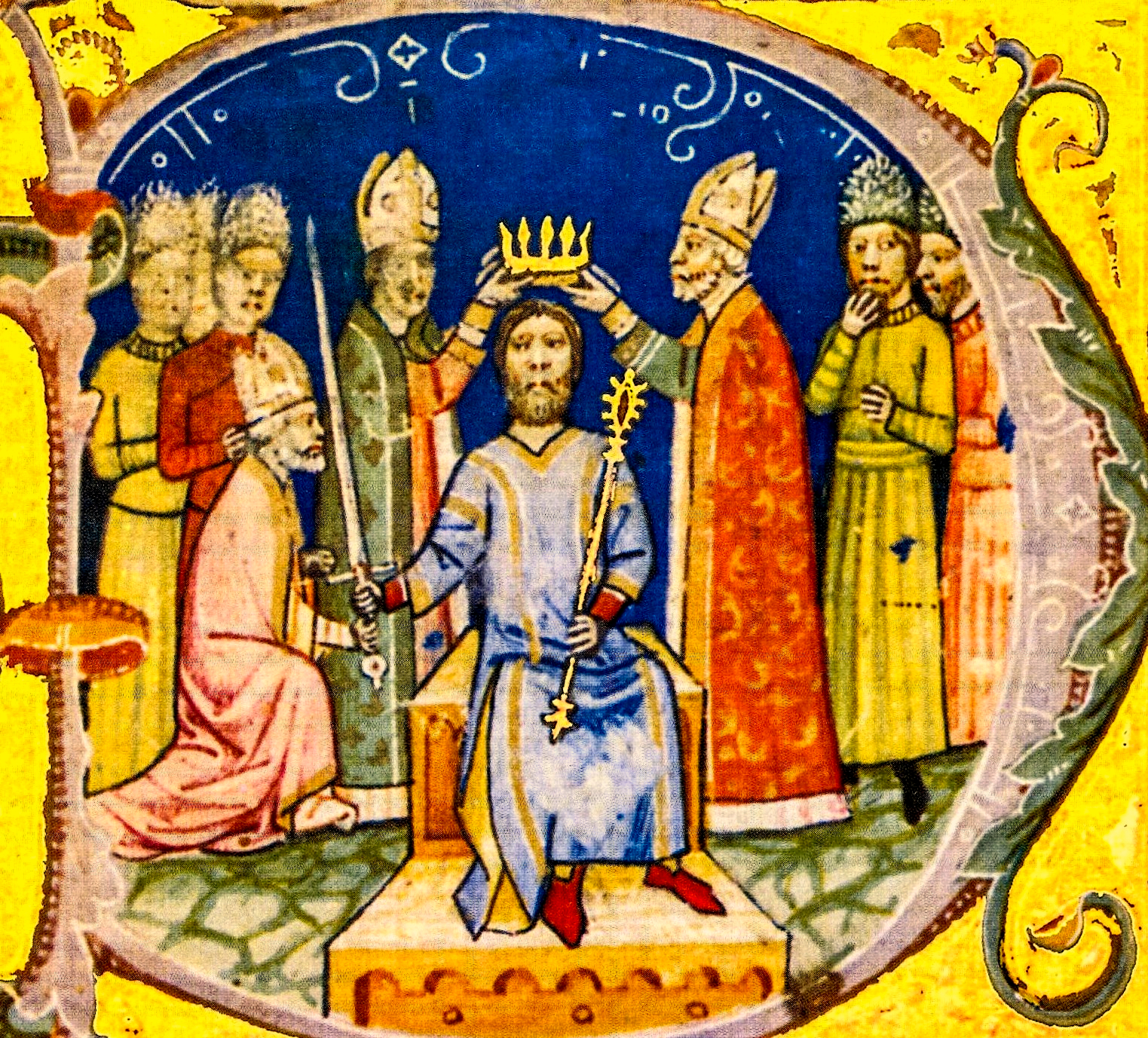
Коронація короля Андрія I, 1046 р.

Коронація угорського монарха — низка заходів та церемоній, які супроводжували вступ на посаду нового короля або королеви Угорського королівства.
Традиції церемонії коронації в Угорщині склались під впливом традицій коронації в Священній Римській імперії та Східній Римській імперії. Проте, якщо в інших європейських монархіях, як то Франція, Портігалія, Данія чи Англія, правління короля розпочалося відразу ж після смерті його попередника та проголошення (вибору) нового короля, то в Угорщині (як в Польщі та Богемії) коронація була необхідною умовою вступу на трон. Якщо коронація не відбувалась, або була виконана не належним чином, королівство залишалося «без короля».
Після прийняття Золотої були 1222 р., всі нові угорські монархи повинні були також скласти коронаційну присягу, якою вони зобов'язувались дотримуватись угоди між короною та шляхтої країни, захищати свободи своїх підданих та територіальну цілісність держави.

## Історія

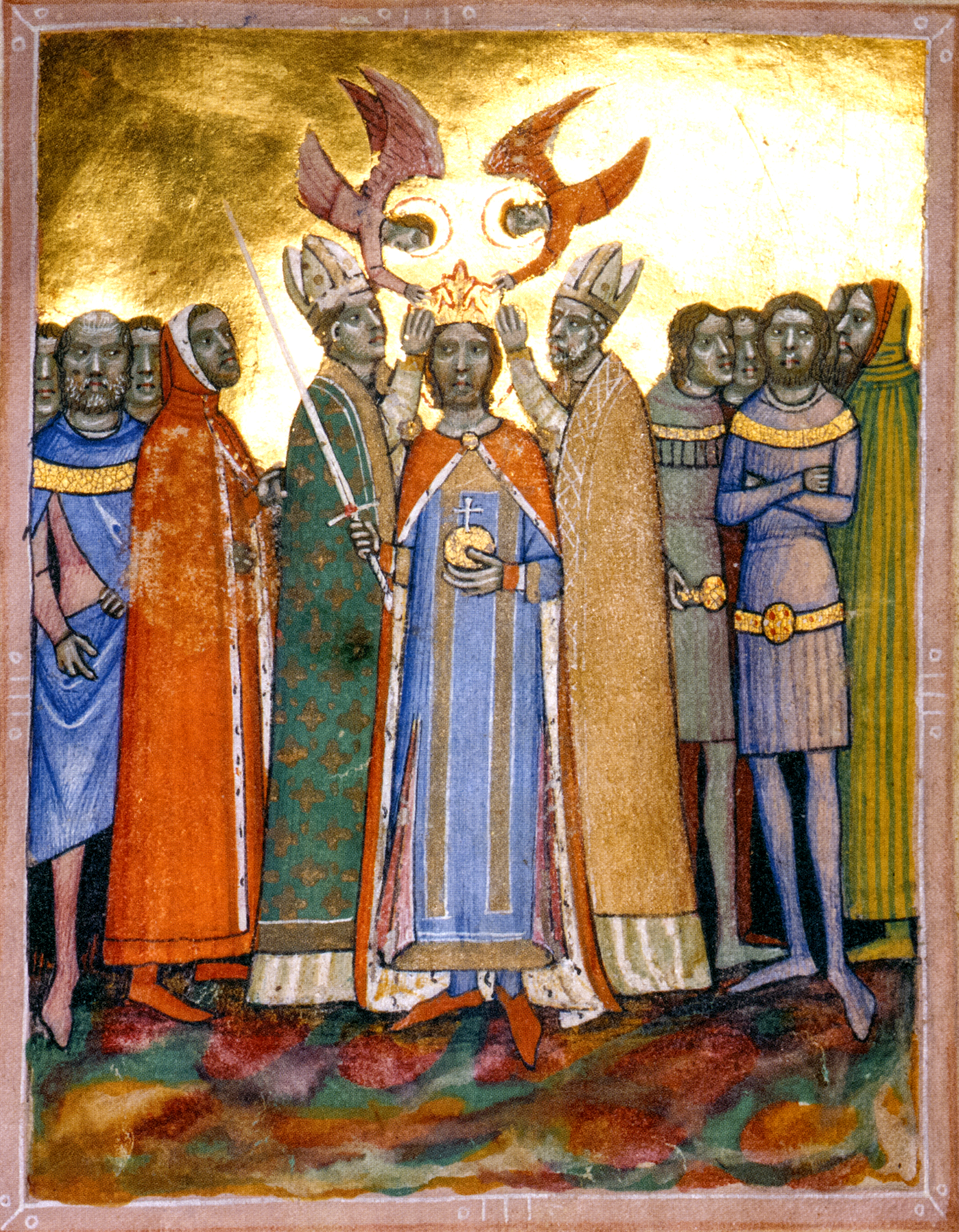
Король Володислав І, 1360 р.

Першим королем, якого коронували в січні 1001 р., за ініціативи Папи Римського, був угорський князь Вайк, якого в хрещенні назвали Стефаном, і це грецьке ім'я пізніше стало належати до корони. Дата церемонії не збереглась, її можна обчислити лише на основі точно записаного правління короля Стефана (38 років, 7 місяців і 15 днів) та дня його смерті (15 серпня). Відповідно до цього датою було 1 січня 1001 р., яке згідно з календарем того часу, означало те саме, що Різдво 1000-го року, тобто 25 грудня. Місцем проведення церемонії могла бути церква в Естергомі, побудована на честь мученика Святого Стефана. Пізніше церемонії коронації відбувались в Базиліці святого Адальберта.
Першій коронації, а отже й заснуванню угорського християнського королівства передував трирічний переговорний процес. Князь Геза, якого за легендами також називають королем, зв'язався з імператором Священної Римської імперії Оттоном І незабаром після того, як він прийшов до влади в 973 році. На Великдень він відправив посольство до імператорської резиденції Кведлінбург, і в результаті перемовин невдовзі до Угорщини прибула священича місія, після якої князь охрестився. Пізніше баварська принцеса Гізела вийшла заміж за сина Гези Вайка.
В той час йшло протистояння між Східною Римської імперією (Константинополем) та Священною Римської імперією за вплив на країни центральної та східної Європи. Коли Стефану запропонували корону, то окрім підвищення статусу князівства до королівства, йшлося про організацію угорської церкви, що підпорядковувалась Риму, заснування єпархій або розвиток держави на християнсько-германській основі.
У своїй «Хроніці» Титмар з Мерзебурга відзначив, що Вайк отримав благословення та корону від Папи Римського Сильвестра II та схвалення від імператора Священної Римської імперії, які спільно надали церковно-світську підтримку майбутньому угорському королівству.

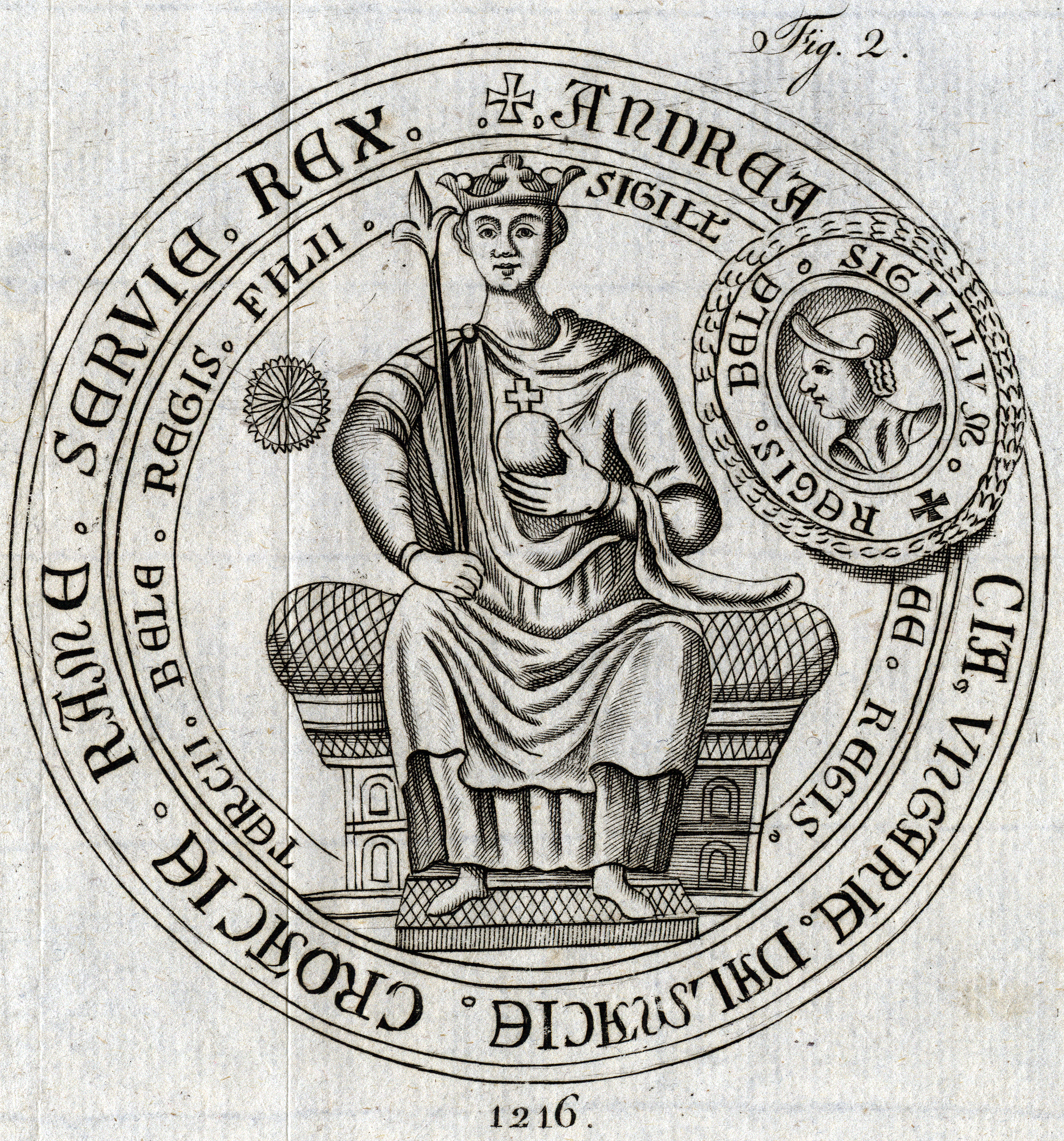
Король Андрій II, 1216 р.

У Середні віки всі угорські коронації проходили в базиліці міста Секешфегервар, місці поховання першого коронованого правителя Угорщини. За легендою Стефан I був коронований в соборі Святого Адальберта в Естергомі. Після смерті, він був похований у соборі Секешфегервар, який він почав будувати і де поховав свого сина Ірме. Цей собор став традиційною коронаційною церквою для наступних угорських монархів, починаючи з Петра Орсеоло (племінника Стефана) в 1038 році і до коронації Івана Заполья та до битви при Мохачі 1526 року. Величезний готичний собор був одним із найбільших зі свого роду в Європі, а згодом став місцем поховання багатьох середньовічних угорських монархів.
29 травня 1205 р. Янош, архієпископ Естергома, коронував Андрія II королем Угорщини у Секешфегерварі. Під час свого правління Андрій II брав активну участь у справах Королівства Русі. Після того, як Великий князь Київський Роман Мстиславович 1204 року відмовився прийняти від Папи Римського Інокентія III королівську корону та загинув під час походу на поляків, залишивши своїм нащадком малолітнього Данила, Андрій II розпочав свою першу кампанію з завоювання Галичини в 1205—1206 рр. Спочатку, на прохання галицьких бояр він виступив проти Чернігівського князя Всеволода Святославича та його союзників від імені Данила Романовича. Всеволод Святославич та його союзники були змушені відступити. Після цього Андрій II прийняв титул «короля Галичини та Лодомерії (Волині)», продемонструвавши свої претензію на сюзеренітет у цих двох князівствах. Після нього більшість королів Угорщини носили також титул «королів Галичини та Володимерії (Волині)», включаючи й імператорів Австро-Угорщини.
1301 р. після смерті короля Андрія III, останнього представника династії Арпад, спадкоємцем угорського престолу став син доньки короля Стефана V Карл I Роберт з Капетинського будинку Анжу. Проте через міжусобну боротьбу та протидію інших претендентів, він був змушений провести три церемонії коронації. Вперше він був коронований в травні 1301 року архієпископом Естергома у місті Естергом простою короною. Це означало, що дві умови для його «легітимності» не були виконані. Вдруге він був коронований архієпископом Естергома в місті Буда також іншою короною, оскільки Корона Святого Стефана перебувала у його володінні його супротивників. І лише після отримання Корони Стефана, Карл був коронований втретє, вже в Соборі Секешфегервара, архієпископом Естергома та Святою Короною Стефана.
Після смерті короля Альберта II в 1439 році його вдова Єлизавета Люксембурзька наказала викрасти корону Святого Стефана, що зберігалася у фортеці Вишеграда, щоб коронувати свого новонародженого сина Володислава V.
Король Матіас Корвін зійшов на престол 1458 року, але він зміг бути увінчаний Святою короною лише в 1464 році після того, як отримав її з рук Фрідріха III, імператора Священної Римської імперії. Лише після цього Матіас зміг розпочати свої внутрішні та інституційні реформи в королівстві, вважаючись законним правителем Угорщини.
Після того як Угорське королівство було окуповане османськими військами в десятиліття після битви при Мохачі 1526 р., наступні монархи Угорщини з династії Габсбурґів не мали змоги дістатись до міста Секешфегервар для коронування. Тому 1563 року собор Святого Мартіна в Пресбурзі (нині Братислава) став офіційним місцем коронації і залишався таким до коронації 1830 року, після чого церемонії коронації королів повернулися до Угорщини, але не до масивного собору, побудованого святим Стефаном, оскільки той був зруйнований в 1601 році, коли християнські армії взяли місто в облогу.

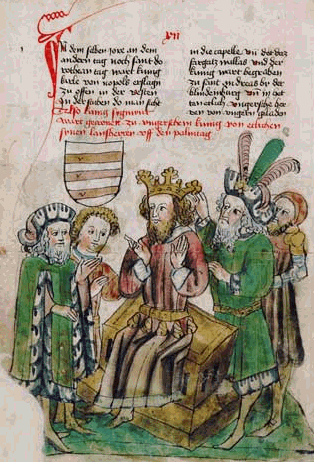
Коронація короля Сигізмунда, 31 березня 1387 р.

З 1867 року коронації проводились в Церкві Матяша в Будапешті. Остання церемонія коронації Карла, як короля Угорщини, відбулась 30 грудня 1916 року.

## Легітимність коронації
Правителі Угорщини не вважалися законними монархами, поки їх не коронували на короля Угорщини Святою короною Угорщини верховний архієпископ країни у центральному кафедральному соборі. Оскільки жінки не могли керувати Угорщиною, то дві королеви-регентши, що були в історії країни Марія Угорська та Марія Терезія були офіційно короновані як «король Угорщини».
До кінця 13 століття склалась стала традиція, яка була прописана в законах Угорського королівства, що всі наступні три вимоги повинні бути виконані, коли на престол сходить новий король:
- коронація проводиться архієпископом Естергома;
- коронація проводиться Святою короною Угорщини;
- коронація відбувається в Секешфегерварські базиліці.

З 1387 року додалась ще одна вимога — про обов'язковість офіційного обрання нового короля. Ця вимога зникла в 1688 р., коли закріпився принцип спадкової монархії. Також королі повинні були підписати офіційну декларацію (credentionales litterae), в якій вони обіцяли поважати Конституцію і закони королівства.
Перша вимога (коронація архієпископом Естергома) була затверджена королем Белою III, якого вінчав архієпископ Калоча на основі спеціального дозволу Папи Римського Олександра III. Після своєї коронації він заявив, що його коронація не заперечує права архієпископів Естергома на коронування королів. У 1211 р. Папа Інокентій III підтвердив, що тільки архієпископ Естергома, а не жоден інший прелат має право коронувати короля Угорщини.
Навіть під час тривалого союзу Австрії та Угорщини імператори Габсбуґи повинні бути пройти окрему церемонії коронації, як королів Угорщини, щоб мати право проголошувати там закони або здійснити свої королівські прерогативи. Єдиним Габсбурґом, який правив не коронувавшись в Угорщині, був Йосип II, якого по-угорськи називали kalapos király («ненависний король»).
До нього такі королі як Іван II Сигізмунд Заполья та Габріель Бетлен були обраними та правили як королі Угорщини, але не були короновані, ані загальновизнані. А Імре Текелі був лише проголошений королем Верхньої Угорщини султаном Мехмедом IV, але не був коронований.

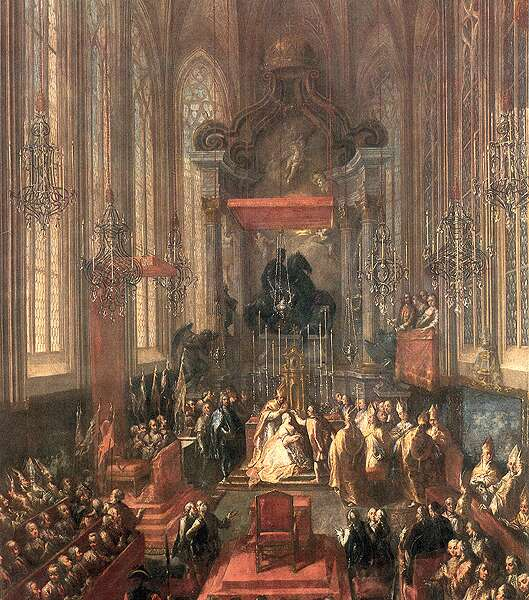
Коронація Марії II Терезії в соборі Святого Мартіна, 1741 р., місці угорських коронацій з 1563 по 1830 рр.

Останній обряд коронації відбувся у Будапешті 30 грудня 1916 р., коли імператор Карл I Австрійський та імператриця Зіта були короновані як король Карл IV та королева Угорщини Зіта. Церемонія була скорочена через війну та конституційні вимоги затвердити новим монархом державний бюджет до кінця календарного року. Ця коронація Карла IV була знята на відео, і, таким чином, залишається єдиною коронацією угорського монарха, коли-небудь задокументованою таким чином.

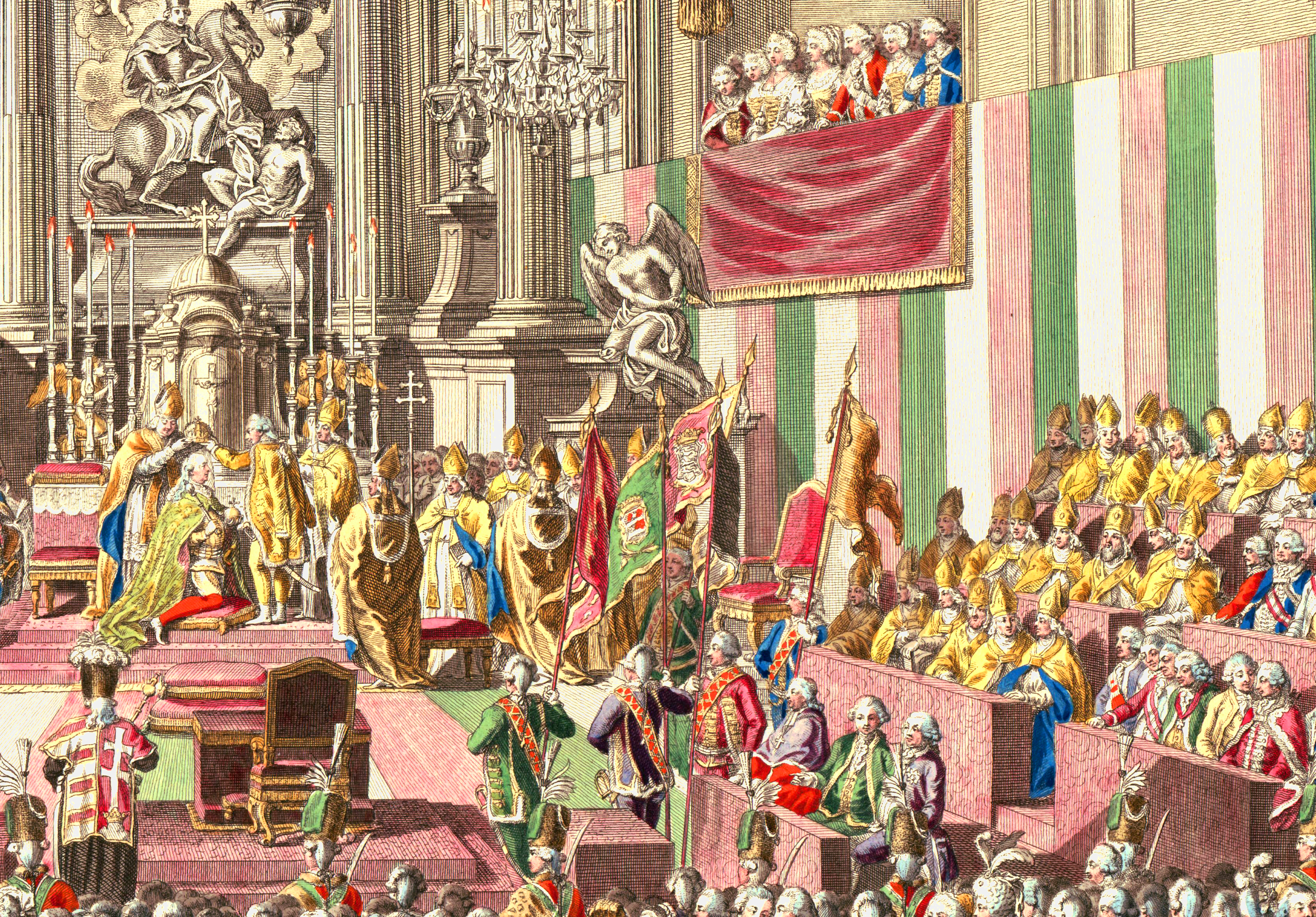
Коронація Леопольда II в Братиславі, 1790 р.

Австро-Угорська імперія розпалась із закінченням Першої світової війни. Хоча згодом Угорщина відновила титулярну монархію в 1920-45 рр., Горті заборонив при цьому Карлу відновити свій трон. Комуністична влада в 1945 році остаточний скасувала «королівства без короля».

## Церемонія
У XI столітті благословення Папи Римського та відповідні церковні церемонії й посвячення дозвлили угорському князю стали повноправним правителем — королем. Церковна коронація — це культовий акт, коли обраний монарх церковним помазанням стає єдиним найвищим володарем держави. Акламація, яку здійснював «народ» (його преставники) під час коронації, є одним із важливих елементів церемонії, що символізує передачі влади народом. Хоча в середні віки роль людей, як правило, не була дуже велика у вирішенні питання передачі королівської влади, але в деяких виняткових випадках, коли традиційна правова система порушувалась або були спірні питання, підтримка шляхти або народу ставала визначальною.

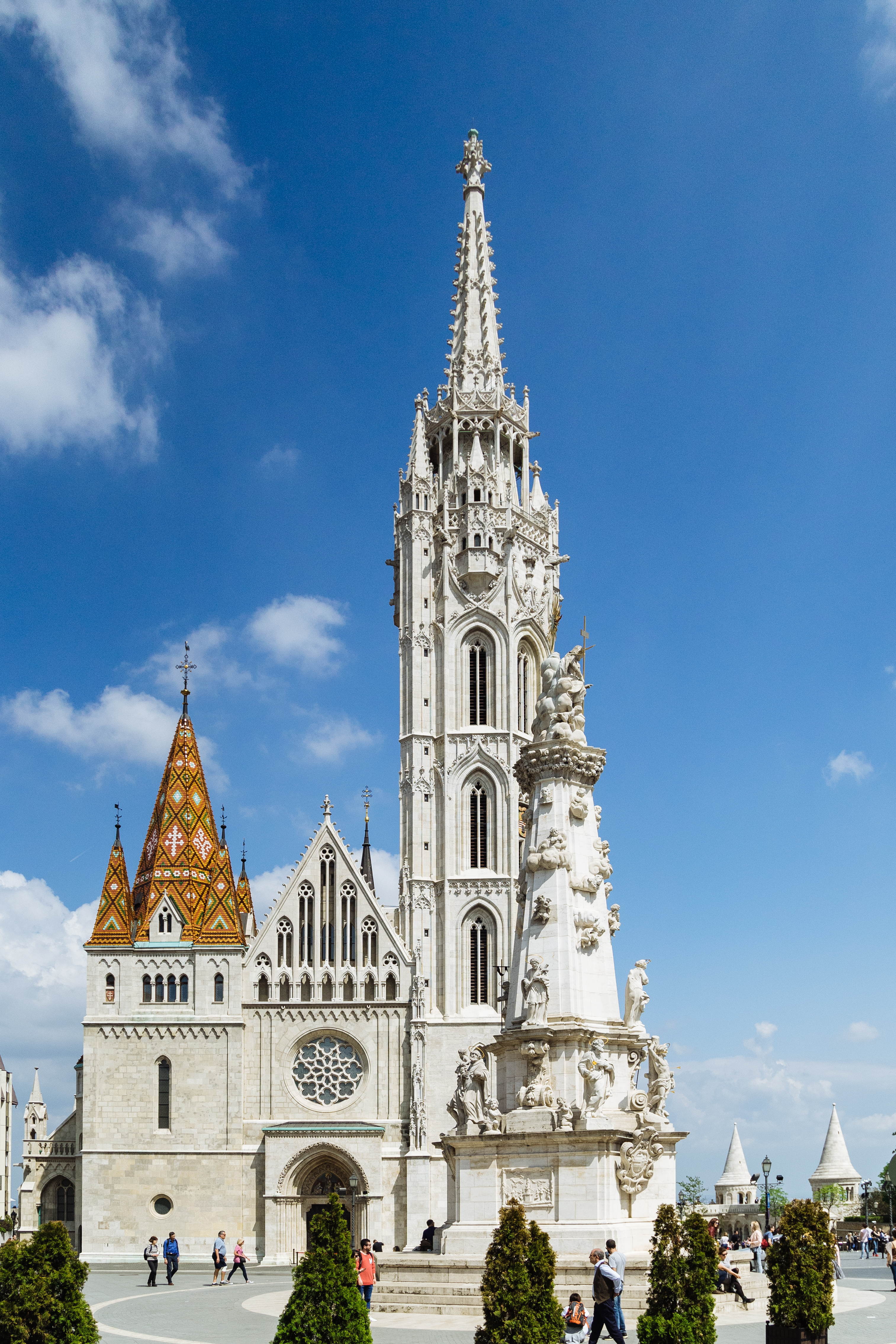
Церква Матяша в Будапешті - місце коронацій у 1867 та 1916 роках

В період правління династії Арпад спадкоємство престолу передавалось відповідно до senioratus, successio gradualis та primogenitura. Але також важило й рішення з боку правлячого короля, який у виняткових випадках, призначав наступника не за порядком правонаступництва. Формою номінації спадкоємця трону було проголошення наступника королем перед королівською радою, доповнене присягою на вірність та проголошення згоди народу.
З припиненням династії Арпадів в Угорщині розпочалася боротьба між двома партіями. Партія, знана як «національна», вимагала обрання короля народом, тоді як інша відстоювала право Святого Престолу. Після компромісної резолюції розпочалось правління династії Анжу, проте вступ на престол Людовика Великого та Марії Анжуйської вже не був результатом виборів. Але коли проблеми з'явилися в перші роки правління Марії, воля народу знову була вирішальною при зміні короля — Карла III — і в резолюціях парламенту 1386 року.
З 1440 р. в угорських законах, було записано розділення влади між королем та орденами, та право призначати наступника престолу — якщо король не мав сина — належало державним зборам.
Спеціальна угорська коронна гвардія була заснована королем Матіасом у 1464 році через необхідність оберігати й охороняти головний символ угорського суверенітету — коронаційну корону.
Процедура коронації (ordo coronationis) сформувалась в Угорщині під впливом процедур, що існували у Східній Римській імперії та в Священній Римській імперії. Поступово структура церемонії коронації стає найбільш подібною, з літургійної точки зору, до єпископського обряду в католицької церкви.
Основними ритуальними складовими церемонії коронації були: unctio (помазання), sceptrum (жезл влади), baculus (пастирський посох), galea (корона), iure (присяга), на базі яких склалася пізніша німецько-римська система коронації, яка була заснована Pontificale Romanum.
В угорській практиці коронації, що формувалась протягом століть, крім загальних елементів, з'явились і характерні побутові елементи — широкомасштабна участь мирян у церковній частині коронації, акламація до увінчання короною, конституційна присяга, тощо. Хоча спільні риси коронації можна також побачити у церемоніях чеської та польської коронацій.
Іншими символами королівської влади на церемонії були: коронаційни одяг й шати, хрест, прапор, куля, трон, меч, присяга лицарів.
Коронація правителів в Угорщині, за кількома винятками, відбувалися на церковне свято або принаймні в неділю.
Без церемонії коронації, яка включала три обов'язкові умови, правителі не вважались королями Угорщини, та не мали права оприлюднювати закони та здійснювати владу. Починаючи з Золотої були 1222 р., всі нові угорські монархи повинні були скласти коронаційну присягу, якою вони мали погодитися підтримувати конституційні угоди країни та зберігати свободи своїх підданих та територіальну цілісність королівства.
Впродовж більш ніж дев'ятсотлітнього періоду коронації угорських королів ці церемонії зберігали спільні характерні риси, за деякими винятками. Але суттєві зміни в традиції можна спостерігати в пізньому Середньовіччі та після приходу до влади Будинку Габсбурґів.
За часів посилення впливу королівської ради з'явилися нові елементи традиції щодо королівських виборів та самої процедури коронацій, акредитив та присяга, що забезпечували збереження прав та вольностей. Церковна церемонія коронації стала більш публічною процедурою. За правління Габсбурґів знівелювалась значення присяги та волі народу, бо Габсбурґи не хотіли визнавати джерелом своєї королівської влади волю народу, і з приходом абсолютизму вибори короля також припинились.
Відомостей та описів церемоній коронацій епохи Арпадів та Анжу не збереглося. Перші більш детальні описи датуються 15 століттям та стосуються першої коронації в Братиславі.
За давнім звичаєм безпосередньо перед коронацією архієпископ Естергома передавав Святу корону графу Палатину (Надору), який підіймав її і показавши людям запитував, чи приймають вони обраного за свого короля. Люди відповідали: «Згодні, хай буде, хай живе король!». Потім єпископ передавав короля архієпископу з проханням від імені Церкви продовжити його коронацію. Архієпископ ставив королеві три запитання: чи король буде захищати святу віру, чи буде він захищати святу Церкву, і чи буде він захищати королівство, — на кожне з яких король відповів: «Буду». Потім король прийняв присягу: «Я, (ім'я), буду і обіцяю в очах Бога і ангелів» тощо. Архієпископ тоді промовляв молитву:
Всемогутній і вічний Бог, Творець усього, Повелитель ангелів, Король королів і Господь господарів, котрий дав змогу твоєму вірному слузі Аврааму торжествувати над своїми ворогами, дав багато перемог Мойсею та Ісусу Навинові, вождям твого народу, звеличив твого смиренного слугу Давида до вищого правителя, збагатив Соломона невимовними дарами мудрості та миру. Послухай наші смиренні молитви і примнож Свої благословення на свого слугу, якого в молитовній відданості ми освячуємо своїм королем; щоб він, зміцнившись вірою Авраама, наділений лагідністю Мойсея, озброївшись мужністю Ісуса Навина, піднесений смиренням Давида і відзначившись мудрістю Соломона, міг би вас радувати у всьому і завжди ходити без зради на шляху справедливості. Хай він живить і навчає, захищає і наставляє вашу Церкву і народ і як могутній король керує праведно проти всіх видимих і невидимих сил і, з Твоєю допомогою, повертає їхні душі до згоди справжньої віри і миру; щоб, підтриманий готовим послухом і прославлений належною любов'ю цих, своїх людей, він з Твоєї милості піднявся на позицію своїх прабатьків і, захищений вінцем Твого захисту, покритий Твоїм непереможним щитом і повністю одягнений у небесні обладунки, він міг цілком переможно торжествувати і своєю [силою] перемагати невірних і принести мир тим, хто бореться за Тебе й нашого Господа, який силою свого Хреста зруйнував Пекло, здолав Диявола, піднявся на небо, в котрому живе вся влада, царство і перемога, хто є славою смиренних і життям і спасінням свого народу, той, хто живе і править з Тобою і Святим Духом на віки віків. Амінь.
Потім король вклонявся перед вівтарем, коли співали Літанію Всіх Святих. Після цього архієпископ помазував короля на правому передпліччі та грудях, вимовляючи спеціальну молитву помазання на правління.
Після цього архієпископ вінчав на голову помазанця Святу корону Угорщини та одягав мантію святого Стефана. Король отримував скіпетр і меч, що позначало військову силу. Після інтронізації, щойно коронований король склав традиційну коронаційну присягу і обіцяв поважати всі права. Інші епископи та представники шляхти також мали свої ролі; більшість учасників церемонії повинні були носити парадну святкову форму або мантії. Присутні були також представники іноземних держав.
Прочитавши молитву: «Бог, який панує над усіма», після Gradual та Алилуя, королю вручали королівські клейноди. Підперезавши його мечем святого Стефана виголошувалась молитва:
Прийміть цей меч руками єпископів, які недостойні, але освячені авторитетом Святих апостолів, передають його вам Божественним розпорядженням для захисту віри святої Церкви і пам'ятайте слова псалмоспівця, який пророкував, кажучи: "Опасуйся мечем на стегні, о найсильніший, щоб ним ти міг проявляти справедливість, потужно знищуючи беззаконня і захищаючи святу Церкву Божу і його вірний народ. Остерігайтеся фальшивих християн, не менше ніж невірних, допомагайте та захищайте вдів та сиріт, відновлюйте ті речі, що занепали, і підтримуйте ті що є, помстіться за несправедливість та підтверджуйте добрі настрої, бо, роблячи це, ви можете бути славним у торжестві справедливості і можете правити в ім'я вічного Спаситель світу, образ якого ви носите, який з Отцем і Святим Духом живе і панує на віки віків Амінь.

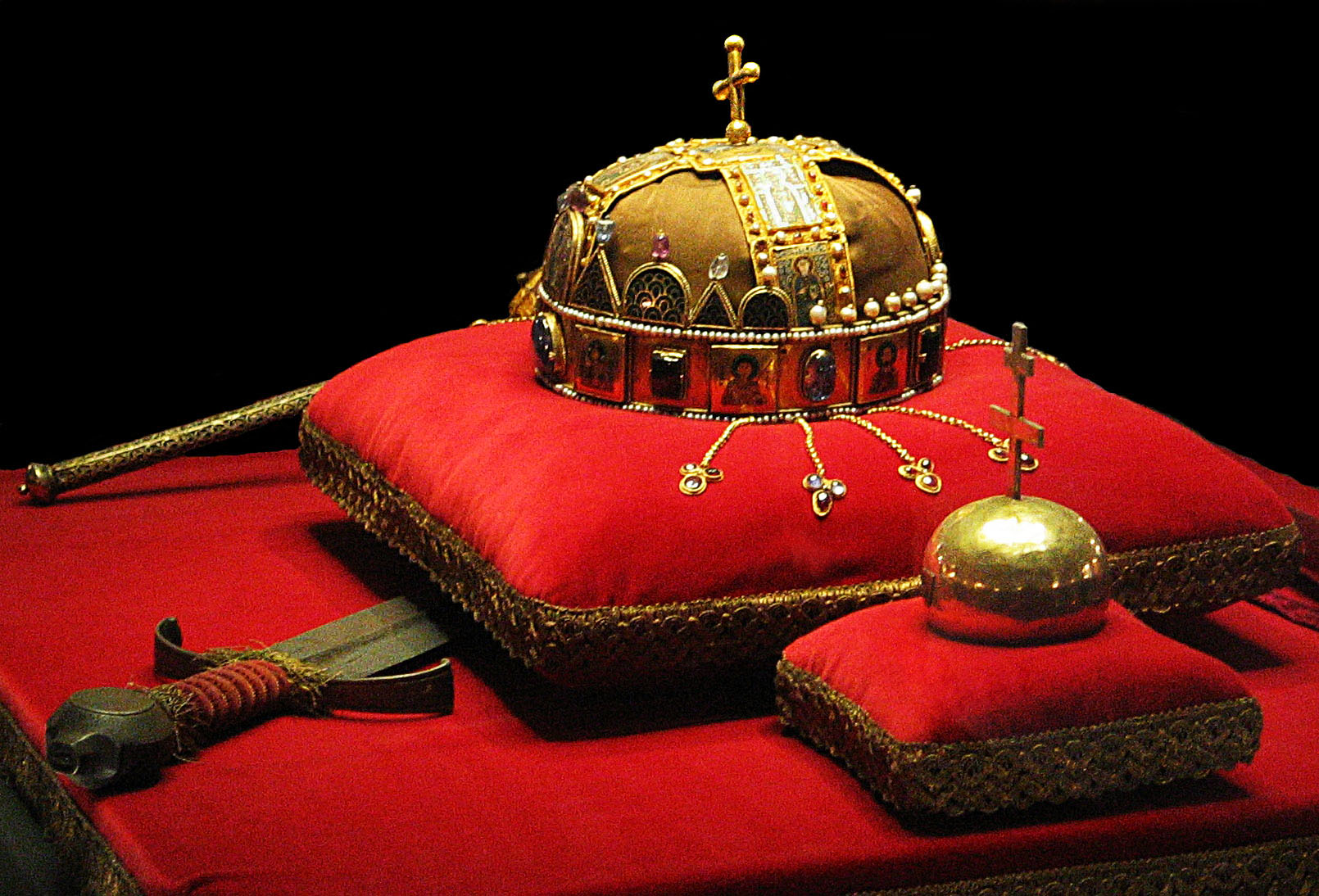
Свята корона Угорщини та інші королівські клейноди

Потім король тричі розмахував мечем. Після цього короля вінчали Святою короною, коли архієпископ виголошував молитву «Прийміть цю королівську корону..» тощо. Далі королю було дано скіпетр з відповідною молитвою: «Прийміть Жезл чесноти та справедливості. Навчіться поважати благочестивих…».
Потім давали кулю, помістивши її в ліву руку, і садили на престол з молитвою:
Будьте непохитні і міцно тримайтеся того місця, спадкоємцем якого стали ваші предки, тепер делеговані вам авторитетом Всемогутнього Бога і передані вам нами та всіма єпископами та слугами Божими, і коли побачите духовенство наблизиться до святого вівтаря, не забудьте віддати їм належну честь, щоб Посередник між Богом і людством зміг підтвердити вас на цій королівській посаді, як посередника між духовенством і мирянами, і щоб ви могли правити з Ісусом Христом, нашим Господом, Паном над панами і Господом господарів, котрий разом з Отцем і Святим Духом живе і править на віки віків. Амінь.
Після цього читали Te Deum, а потім респонсорій:
 Нехай ваша рука зміцніє, а ваша правління піднесеться. Нехай справедливість і суд будуть основою вашого престолу, а милість і правда йдуть перед вами. Алілуя. Помилуй мене, … Слава Отцю і Сину, і Духу Святому. Нехай ваша рука зміцніє, …
Потім архієпископ промовляв молитву: «Бог, що зробив Мойсея переможцем», або молитву «Невблаганний Бог». Тоді люди вітали короля словами: «Життя, здоров'я, щастя, перемоги!». Після чого відбувалась архієпископська святкова Месса. Разом з королем могла відбуватись й церемонії коронації королеви.
Вийшовши з церкви суверен, одягнувши всі королівські клейноди, виїжджав верхи на штучний пагорб, побудований з ґрунту всіх частин королівства. На вершині пагорба суверен вказував на всі чотири сторони світу королівським мечем і клявся захищати королівство та всіх його підданих. Після цього шляхта та піддані тричі вітали свого монарха криками «ура» і віддаючи шану.
Після церемонії королівська пара урочистою процесією вирушала до королівського замку, де відбувався прийом на честь коронації.